# Platanistoïdeus
Els platanistoïdeus (Platanistoidea) són una superfamília de dofins amb cinc famílies, quatre de les quals són extintes. L'única espècie vivent és el dofí del Ganges (Platanista gangetica). Fins a principis del segle xxi, la superfamília Platanistoidea també incloïa les famílies vivents dels lipòtids, els ínids i els pontopòrids, però aquests grups foren reassignats a altres superfamílies una vegada es descobrí que es tractava d'una classificació incorrecta.